# Église Notre-Dame-du-Rosaire-de-Pompéi de Barcelone
 (mars 2023).
Pour les articles homonymes, voir Église Notre-Dame.
L'église Notre-Dame-du-Rosaire-de-Pompéi (en catalan : església de la Mare de Déu del Roser de Pompeia), ou simplement église de Pompéi, est une église catholique située sur l'avenue Diagonal, dans le district de Gràcia à Barcelone. Elle a été bâtie entre 1907 et 1910, œuvre d'Enric Sagnier en style néo-gothique. Il s'agit d'un ensemble d'église et couvent, appartenant à l'ordre des capucins.
L'ensemble est inscrit comme bien culturel d'intérêt local (BCIL) dans le recensement du patrimoine culturel catalan.

## Histoire et description

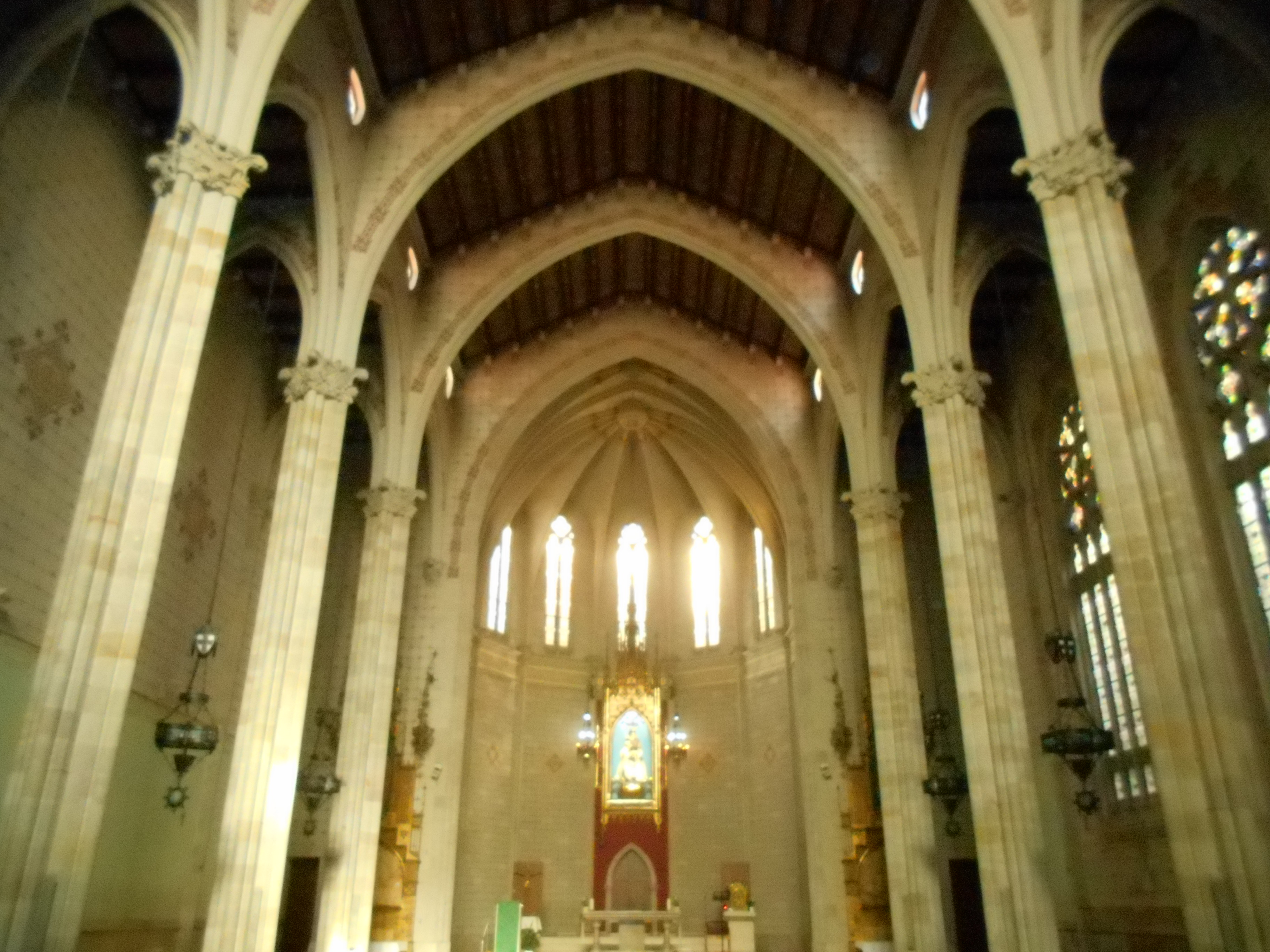
Intérieur de l'église

Le couvent fait l'angle entre la Diagonal et la rue Rît de Sant Miquel et s'organise autour d'un cloître. Adossée à lui et sa façade sur l'avenue Diagonal se trouve l'église, à trois nefs, inspirée de l'architecture gothique catalane, comme pour le campanile de la  façade, inspiré des campaniles de la basilique Santa Maria del Mar. Quelques éléments ornementaux dénotent l'influence du modernisme, le style en vigueur alors dans l'architecture catalane. Le décor sculpté est l'œuvre de Josep Llimona, ainsi que de l'image de Notre Dame de Pompéi. Cette dernière a été détruite en 1936, de même que les peintures de la chapelle, qui avaient été élaborées par Joan Llimona, frère de Josep.
Pendant la guerre civile l'ensemble a été reconverti en hôpital, géré par la Croix-Rouge. Après la fin de la guerre a été bâtie une crypte sous la nef centrale, œuvre de Pere Benavent de Barberà, décorée avec des fresques du moine capucin polonais Efrem de Kcynia. L'orgue a été construit la même année que l'église.